# Campeonato Sul-Mato-Grossense Série B 2015
In 2015 werd het zestiende Campeonato Sul-Mato-Grossense Série B gespeeld voor voetbalclubs uit de Braziliaanse staat Mato Grosso do Sul. De competitie werd georganiseerd door de FFMS en werd gespeeld van 29 augustus tot 14 november. Itaporã werd de kampioen.

## Eerste fase

### Groep A
| Plaats | Club          | Wed. | W | G | V | Saldo | Ptn. |
| ------ | ------------- | ---- | - | - | - | ----- | ---- |
| 1.     | Aquidauanense | 6    | 5 | 1 | 0 | 14:1  | 16   |
| 2.     | Operário      | 6    | 3 | 1 | 2 | 13:7  | 10   |
| 3.     | Campo Grande  | 6    | 3 | 0 | 3 | 9:7   | 9    |
| 4.     | Pantanal      | 6    | 0 | 0 | 6 | 3:24  | 0    |

|  | Geplaatst voor tweede fase |

### Groep B
| Plaats | Club           | Wed. | W | G | V | Saldo | Ptn. |
| ------ | -------------- | ---- | - | - | - | ----- | ---- |
| 1.     | Itaporã        | 6    | 4 | 1 | 1 | 11:3  | 13   |
| 2.     | Maracaju       | 6    | 3 | 2 | 1 | 10:8  | 11   |
| 3.     | Pontaporanense | 6    | 1 | 2 | 3 | 6:9   | 5    |
| 4.     | URSO           | 6    | 1 | 1 | 4 | 7:14  | 4    |

|  | Geplaatst voor tweede fase |

## Tweede fase
| Plaats | Club          | Wed. | W | G | V | Saldo | Ptn. |
| ------ | ------------- | ---- | - | - | - | ----- | ---- |
| 1.     | Itaporã       | 6    | 3 | 2 | 1 | 9:3   | 11   |
| 2.     | Operário      | 6    | 3 | 2 | 1 | 9:5   | 11   |
| 3.     | Aquidauanense | 6    | 3 | 1 | 2 | 9:7   | 10   |
| 4.     | Maracaju      | 6    | 0 | 1 | 5 | 2:14  | 1    |

|  | Kampioen, promotie naar Série A 2016 |
|  | Promotie naar Série A 2016           |

### Kampioen
| Campeonato Sul-Mato-Grossense de 2015 - Série B |
| Mato Grosso do Sul                              |
| ----------------------------------------------- |
| ITAPORÃ Kampioen (2° titel)                     |